# Biosemiòtica
La biosemiòtica (del grec βίος bios, "vida" i σημειωτικός sēmeiōtikos, "observador dels signes") és un camp de la semiòtica i la biologia que estudia la creació de significats prelingüístics, els processos d'interpretació biològica, la producció de signes i codis i els processos de comunicació dins de l'àmbit biològic.
La biosemiòtica integra les troballes de la biologia i la semiòtica, i proposa un canvi paradigmàtic en la visió científica de la vida, en la qual la semiosi (procés de signes, incloent significat i interpretació) és una de les seves característiques immanents i intrínseques. El terme biosemiòtica va ser utilitzat per primera vegada per Friedrich S. Rothschild el 1962, però Thomas Sebeok i Thure von Uexküll han implementat el terme i el camp. El camp, que desafia les visions normatives de la biologia, es divideix generalment entre biosemiòtica teòrica i aplicada.
També s'han adoptat coneixements de la biosemiòtica en humanitats i ciències socials, com ara els estudis humans-animals, els estudis entre humans-plantes i la cibersemiòtica.

## Definició
La biosemiòtica és la biologia interpretada com un estudi de sistemes de signes, o, resumint, un estudi de:
- la significació, comunicació i formació d'hàbits dels processos vius
- la semiosi (creació i canvi de relacions de signes) en la naturalesa viva
- la base biològica de tots els signes i la interpretació de signes

## Branques principals
Segons els tipus bàsics de semiosi objecte d'estudi, la biosemiòtica es pot dividir en:
- la semiòtica vegetativa (també endosemiótica, o fitosemiòtica),[8] l'estudi de la semiosi a nivell cel·lular i molecular (inclosos els processos de traducció relacionats amb el genoma i la forma orgànica o fenotip);[9] la semiosi vegetativa es produeix en tots els organismes a nivell cel·lular i tissular; La semiòtica vegetativa inclou la semiòtica procariota, les interaccions mediades per signes en comunitats de bacteris com la detecció de quòrum i la extinció de quòrum.
- la zoosemiòtica o semiòtica animal,[10] o l'estudi de les formes animals de coneixement;[11] La semiosi animal es produeix en els organismes amb sistema neuromuscular, i també inclou l'antropomiòtica, l'estudi del comportament semiòtic en humans.

Segons l'aspecte dominant de la semiosi en estudi, s'han utilitzat les etiquetes següents: biopragmàtica, biosemàntica i biosintàctica.

## Història
A part de Charles Sanders Peirce (1839–1914) i Charles W. Morris (1903–1979), els primers pioners de la biosemiòtica van ser Jakob von Uexküll (1864–1944), Heini Hediger (1908–1992), Giorgio Prodi (1928–1987), Marcel Florkin (1900–1979) i Friedrich S. Rothschild (1899–1995); els pares fundadors de la interdisciplina contemporània van ser Thomas Sebeok (1920–2001) i Thure von Uexküll (1908–2004).
A la dècada de 1980 un cercle de matemàtics actius en biologia teòrica, René Thom (Institut des Hautes Etudes Scientifiques), Yannick Kergosien (Dalhousie University i Institut des Hautes Etudes Scientifiques) i Robert Rosen (Dalhousie University, també antic membre del grup Buffalo). amb Howard H. Pattee), va explorar les relacions entre la semiòtica i la biologia utilitzant títols com "Semiòtica de la natura","Semiofísica", o "Sistemes anticipats" i adoptant un enfocament de modelització.
El període contemporani (iniciat per l'escola de Copenhaguen-Tartu) inclou els biòlegs Jesper Hoffmeyer, Kalevi Kull, Claus Emmeche, Terrence Deacon, els semiòtics Martin Krampen, Paul Cobley, els filòsofs Donald Favareau, John Deely, John Collier i els sistemes complexos de Howard . H. Pattee, Michael Conrad, Luis M. Rocha, Cliff Joslyn i León Croizat.
L'any 2001 es va inaugurar una conferència internacional anual per a la investigació biosemiòtica coneguda com a Gatherings in Biosemiotics, que ha tingut lloc cada any des de llavors.
El 2004, un grup de biosemiòtics –Marcello Barbieri, Claus Emmeche, Jesper Hoffmeyer, Kalevi Kull i Anton Markos– van decidir establir una revista internacional de biosemiòtica. Sota la seva direcció, Nova Science Publishers va llançar el Journal of Biosemiotics el 2005 (dos números publicats), i amb els mateixos cinc editors, Springer va llançar Biosemiotics el 2008. La sèrie de llibres Biosemiotics (Springer), editada per Claus Emmeche, Donald Favareau, Kalevi Kull i Alexei Sharov, va començar el 2007 i des de llavors va publicar 23 volums.
La Societat Internacional d'Estudis Biosemiòtics va ser fundada el 2005 per Donald Favareau i els cinc editors esmentats anteriorment. El 2009 va aparèixer un article programàtic col·lectiu sobre les tesis bàsiques de la biosemiòtica. i el 2010 es va publicar un llibre de text i antologia de 800 pàgines, Essential Readings in Biosemiotics, amb bibliografies i comentaris de Donald Favareau.
El 2016, Springer va publicar Biosemiotic Medicine: Healing in the World of Meaning, editat per Farzad Goli com a part d'Estudis en Neurociència, Consciència i Espiritualitat.

### En humanitats
A partir del treball d'en Jakob von Uexküll i Martin Heidegger, diversos estudiosos de les humanitats s'han implicat o s'han apropiat d'idees de la biosemiòtica en els seus propis projectes; per contra, els biosemiòtics s'han implicat críticament o han reformulat les teories humanístiques utilitzant idees de la biosemiòtica i la teoria de la complexitat. Per exemple, Andreas Weber ha reformulat algunes de les idees de Hans Jonas utilitzant conceptes de la biosemiòtica, i la biosemiòtica s'ha utilitzat per interpretar la poesia de John Burnside.
El 2021, el filòsof nord-americà Jason Josephson Storm s'ha basat en la biosemiòtica i la investigació empírica sobre la comunicació animal per proposar la hilosemiòtica, una teoria de l'ontologia i la comunicació que Storm creu que podria permetre a les humanitats anar més enllà del gir lingüístic.
El treball de John Deely també representa un compromís entre els enfocaments humanístics i biosemiòtics. Deely es va formar com a historiador i no com a biòleg, però va discutir àmpliament la biosemiòtica i la zoosemiòtica en els seus treballs d'introducció a la semiòtica i va aclarir termes que són rellevants per a la biosemiòtica. Tot i que la seva idea de fisiosemiòtica va ser criticada pels biosemiòtics en exercici, Paul Cobley, Donald Favareau i Kalevi Kull van escriure que "els debats sobre aquest punt conceptual entre Deely i la comunitat de biosemiòtica van ser sempre civils i marcats per una admiració mútua per les contribucions dels altres. cap a l'avenç de la nostra comprensió de les relacions de signes".
 